# Het Driekoningenfeest
Het driekoningenfeest is een schilderij van Jan Steen in het Museum of Fine Arts in Boston.

## Voorstelling
Het stelt het driekoningenfeest voor. Dit feest werd in de Nederlanden in de 18e eeuw zowel door katholieken als protestanten gevierd. Naar oud gebruik werd een van de feestgangers tot ‘koning’ uitgeroepen, ofwel doordat hij een boon vond in een speciaal gebakken koek, ofwel, zoals hier gebeurd is, door het trekken van een lot. Jan Steen heeft bedacht om het jongste kind koning te laten zijn. Het staat met een versierde, papieren kroon op het hoofd, vastgehouden door zijn lachende moeder, op tafel en houdt trots het ereglas vast. Het hoogtepunt van de avond was het moment dat de ‘koning’ zijn eerste slok nam. Maar hoewel de jonge koning op het punt staat om zijn eerste teug te nemen, zijn de overige feestgangers al aan het brassen geslagen. Een jongetje heeft een hap genomen uit een versgebakken wafel en biedt de rest lachend aan de koning aan. Eierschalen op de grond naast een grote pot met beslag geven aan dat er nog meer wafels zullen volgen. De man die met zijn rug naar de toeschouwer zit, houdt het deksel van zijn kruik open, wat aangeeft dat ook het drinken al begonnen is. Een violist speelt er lustig op los en een nar zorgt voor een vrolijke noot door zijn tong uit te steken naar het stijve paar links, terwijl hij zijn fallisch versierde stok hun kant op richt.
Ook wie niet aan tafel zit, geniet met volle teugen. Links op de voorgrond heeft een meisje haar jurk opgeschort om over drie brandende kaarsen – symbolen van de drie koningen – te springen. Een jongetje kijkt toe of ze zich aan de regels houdt. Op de achtergrond heeft de meid de deur geopend voor een groep zingende figuren. Dit zijn de sterrenzangers, muzikanten die met papieren kronen getooid over straat rondzwierven met de traditionele ster, die volgens de Bijbel de drie koningen naar Christus had geleid.

## Toeschrijving en datering
Het schilderij is middenonder op een kruk gesigneerd en gedateerd ‘JSteen / 1662’.

## Herkomst
Het werk is waarschijnlijk identiek aan een groot stuk van Jan Steen met als onderwerp het driekoningenfeest dat in 1667 genoemd wordt in de boedelinventaris van Hendrick Bugge van Ring (overl. 1667). In de inventaris van zijn kleinzoon, Jacob van Ring, opgemaakt in 1710 komt het niet voor. Mogelijk werd het op 26 april 1806 geveild tijdens de verkoping van George Crawford bij Christie's in Londen. De catalogus spreekt van ‘‘Le Roi boit.’ A domestic scene of mirth and noise; recommended by diversity and strength of character and infinite humour. The execution is in his most vigorous style. Truly capital.’ Omdat geen afmetingen genoemd worden, is het niet zeker of het hier ook om Het driekoningenfeest in Boston gaat. De koper was een zekere Jackson uit Chelsea. Vervolgens werd het op 8 april 1807 mogelijk geveild tijdens de verkoping van Jackson bij Christie's in Londen, waar het werd opgehouden. In de jaren '30 was het in het bezit van Henry Hirsch in Londen. Deze liet het twee keer veilen. Eerst op 12 juni 1931 bij Christie's, waar het werd opgehouden, en later, op 11 mei 1934, eveneens bij Christie's, waar het gekocht werd door een zekere H. van Praagh uit Den Haag. In augustus 1934 werd het tentoongesteld als eigendom van kunsthandel D. Katz in Dieren en december 1934-januari 1935 als eigendom van een Nederlandse privéverzamelaar. In 1938 werd het opnieuw op een tentoonstelling gesignaleerd, nu als eigendom van Elisabeth Hijmans (1871-1958), echtgenote van Jacques Coenraad Hartogs. Hijmans had twee adoptiekinderen: Carla en Regina Freund, die beiden met een Van den Bergh trouwden. In februari 1953 werd het werk door een Van den Bergh (waarschijnlijk Regina Freund) verkocht aan Schaeffer Galleries in New York. Deze verkocht het in 1954 voor 45.000 dollar aan het Museum of Fine Arts in Boston.
Adolf en Catharina Croeser aan de Oude Delft (1655) · Het dronken paar (1655-1665) · Interieur met een oude vrouw en een jongen (1656-1660) · Het oestereetstertje (1658-1660) · Portret van Jacoba Maria van Wassenaer (1660) · De wijn is een spotter (1660-1669) · Kinderen leren een poes dansen (1660-1679) · Het Driekoningenfeest (1662) · Het Sint-Nicolaasfeest (1665-1668) · Het vrolijke huisgezin (1668) · 'Soo voer gesongen, soo na gepepen' (1668-1672) · Mozes en de kroon van de farao (1670) · Boerenbruiloft (1672) · Simson beledigd door de Philistijnen (1675-1676)